# Don Kojis
Donald R. Kojis (ur. 15 stycznia 1939 w Milwaukee, zm. 19 listopada 2021) – amerykański koszykarz, występujący na pozycji niskiego skrzydłowego, zwycięzca igrzysk panamerykańskich, uczestnik spotkań gwiazd NBA.

## Osiągnięcia
AAU
- Mistrz AAU (1963)[2]
- MVP AAU (1963)[2]
- Zaliczony do składu AAU All-American (1963)[3]

NBA
- 2-krotny uczestnik meczu gwiazd NBA (1968, 1969)[4]

Reprezentacja
- Mistrz igrzysk panamerykańskich (1963)[5]
- Uczestnik mistrzostw świata (1963 – 4. miejsce)[6]
- Zaliczony do I składu mistrzostw świata (1963)